# Ferry Graf
Ferry Graf (født 14. december 1931 i Ternitz, død 26. juli 2017) var en østrigsk sanger, som repræsenterede Østrig ved Eurovision Song Contest 1959 med sangen "Der K und K Kalypso aus Wien", var det første humoristiske indslag nogensinde i konkurrencens historie.[kilde mangler] Ferry boede i den senere del af sit liv i Finland.